# Andrés Ojeda
Pour les articles homonymes, voir Ojeda et Spitz.
Andrés Ojeda Spitz, né le 5 janvier 1984 à Montevideo, est avocat pénaliste, personnalité médiatique et homme politique uruguayen. De nouveau candidat à la présidence aux élections de 2024, il a remporté les primaires du parti Colorado, devenant ainsi candidat pour l'un des deux partis traditionnels de l'Uruguay. Il termine à la troisième place, avec 16,03% des voix.

## Situation personnelle

### Origines et famille
Andrés Ojeda Spitz est né à Montevideo, fils de Luis Enrique Ojeda et Patricia Spitz, dans une famille d'origine espagnole, irlandaise et allemande. Son arrière-arrière-grand-père paternel était un Irlandais qui a émigré en Uruguay et travaillait dans les chemins de fer, et son grand-père maternel était un avocat allemand. Durant son enfance et son adolescence, il était scout.

### Vie privée
En 2017, il a épousé le mannequin et actrice Natalie Yoffe, avec qui il avait entamé une relation en 2015. Le mariage a réuni des célébrités et de personnalités politiques, comme l'ancien président Julio María Sanguinetti. Fin avril 2023, le divorce du couple est confirmé, après une séparation l'année précédente.
En novembre 2024, il présente publiquement sa petite amie américaine basée à Montevideo, Kelsey Clay.

### Formation
Pour ses études primaires et secondaires, il fréquente l'école La Mennais dans le quartier de Punta Gorda. En 2002, il a commencé à étudier le droit à la faculté de droit de l'université de la République et, après avoir obtenu son diplôme en 2011, il s'est spécialisé en droit pénal.
Il a obtenu un diplôme de troisième cycle en droit pénal économique de l'université de Montevideo, un diplôme en contentieux pénal oral du Washington College of Law de l'American University et une maîtrise en droit pénal de l'université australe de Buenos Aires.

## Carrière professionnelle
Alors qu'il était encore à l'université, Ojeda a commencé à travailler comme assistant dans un cabinet d'avocats à Montevideo et, une fois diplômé, il a travaillé comme avocat junior. Il a ensuite travaillé dans le domaine juridique d'une compagnie d'assurance. Il dirige actuellement son propre cabinet d'avocats, Andrés Ojeda Abogados, qui a été jugé « excellent » dans la catégorie résolution des litiges en matière de criminalité en col blanc par le cabinet de conseil parisien Leaders League.
En 2015, il a été l'avocat de la défense de l'éminent ancien guérillero tupamaro et déserteur Héctor Amodio Pérez (es), ce qui a accru sa visibilité publique. Depuis, il connaît une forte médiatisation en Uruguay, étant fréquemment invité dans des programmes de radio et de télévision pour livrer ses analyses du droit pénal. Il est entré à la télévision comme chroniqueur juridique au journal télévisé aux heures de grande écoute de Monte Carlo TV et dans la matinale Buen día Uruguay (es), dans laquelle il présentait une chronique hebdomadaire sur le droit pénal dans laquelle il analysait des cas réels.
En plus de son travail à la télévision et à la radio, il rédige une chronique juridique dans le journal El País. En 2020, il devient avocat au sein du Syndicat des policiers de Montevideo-Uruguay (Sifpom).

## Parcours politique

### Débuts au sein du Parti colorado
En 2002, alors qu'il étudiait à l'université, Ojeda adhère au Parti colorado, l'un des partis traditionnels de l'Uruguay. Il indique qu'il a pris sa décision après avoir adhéré au syndicat étudiant Foro Universitario, d'idéologie batlliste, qui a organisé un événement avec comme intervenant l'ancien président Julio María Sanguinetti.
Aux élections générales de 2004, il a fait campagne pour la candidature de Guillermo Stirling (es), et lors des primaires du Parti colorado de 2009, il a fait campagne pour la pré-candidature de Luis Hierro López (es), qui a été battu par Pedro Bordaberry, qui était le candidat du parti aux élections générales. En 2010, Ojeda a été élu membre de la législature de la capitale Montevideo pour une période de cinq ans.
Lors des élections primaires de 2019, il a fait campagne pour la pré-candidature de l'ancien président Julio María Sanguinetti en tant que membre du secteur Batllistas et, face aux élections générales d'octobre, il a rejoint l'équipe du candidat du parti Ernesto Talvi en tant que conseiller à la sécurité.

### Candidat suppléant à la mairie de Montevideo
En février 2020, en tant que représentant du Parti colorado au sein de la Coalición Multicolor (es) – coalition électorale des partis National, Colorado, Cabildo ouvert, Indepéndant et du peuple – il a été annoncé comme premier remplaçant de Laura Raffo dans sa candidature à la mairie de la capitale Montevideo. Aux élections municipales de 2020, Raffo était le candidat unique ayant obtenu le plus de voix avec environ 39 %, mais n'a pas été élu en raison du système de double vote simultané.

### Candidature présidentielle

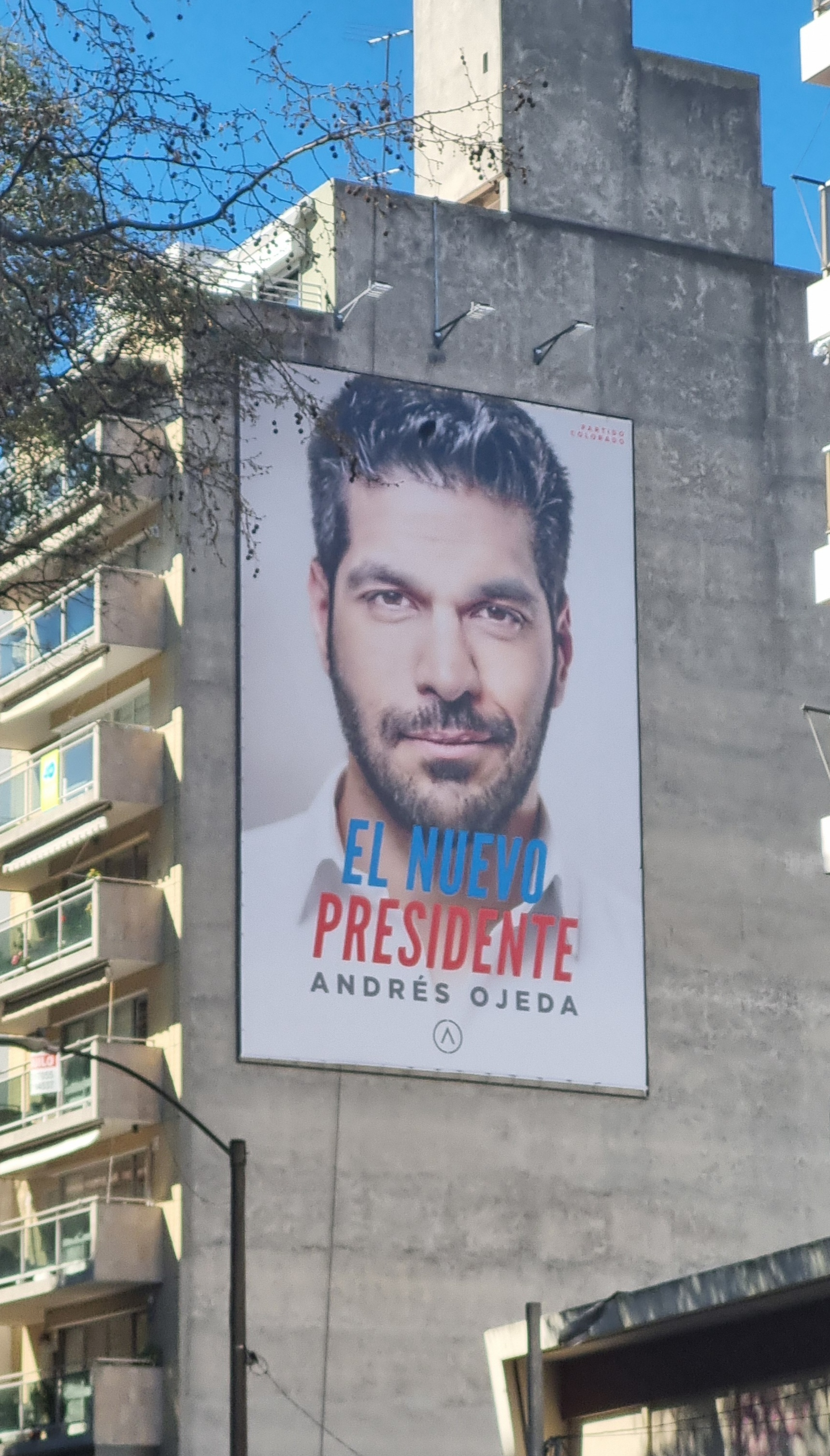
Annonce électorale de Ojeda

Même sans occuper de fonctions publiques ou de parti, sa visibilité médiatique depuis 2021 lui a valu d'être cité comme une figure du changement générationnel au sein du Parti colorado. Il a officiellement annoncé qu'il se présenterait à la présidentielle le 11 novembre 2023, alors que dans les sondages, il n'avait que 4 % d'intentions de vote pour les primaires du parti. Il a axé sa campagne sur des questions telles que la santé mentale et l’environnement, et a plaidé pour un renouvellement de la scène politique uruguayenne.
Le 30 juin 2024, Ojeda remporte la primaire du Parti colorado avec 39,5 % des voix. Le lendemain, il annonce que Robert Silva, arrivé deuxième avec 22,4 %, est son colistier et candidat à la vice-présidence. Il s'agit de la deuxième candidature de Silva à la vice-présidence, après avoir été le colistier d'Ernesto Talvi lors des élections générales de 2019. Le 17 août, Ojeda et Silva sont officiellement nommés lors de la convention du Parti colorado.
Le 29 août, il a présenté sa liste de propositions et a désigné la santé mentale et le bien-être animal comme deux enjeux majeurs de son programme politique.
Sa campagne s'est concentrée principalement sur les réseaux sociaux et son contenu publicitaire comprenait, entre autres, une vidéo de questions et réponses pendant l'exercice dans une salle de sport, qui a été largement diffusée tant en Uruguay que dans plusieurs pays d'Amérique latine, obtenant un grand nombre de vues,.
Aux élections générales du 27 octobre, il a obtenu 16,03 % des voix, se classant troisième derrière Yamandú Orsi et Álvaro Delgado Ceretta. Le résultat a conduit le parti colorado à augmenter sa représentation parlementaire et Ojeda lui-même a été élu au Sénat de la République. Après la publication des résultats, il a confirmé son soutien au candidat du Parti national, Álvaro Delgado Ceretta, pour le second tour, en tant que membre de la Coalición Republicana (es).
En décembre 2024, il est élu secrétaire général du Parti Colorado par son Comité exécutif national.